# Beyyazı, Afyonkarahisar
Beyyazı là một thị trấn thuộc thành phố Afyonkarahisar, tỉnh Afyonkarahisar, Thổ Nhĩ Kỳ. Dân số thời điểm năm 2011 là 3.051 người.